# Fonts de l'Algar
Les Fonts de l'Algar és un paratge natural consistent en un conjunt de brolladors situats en diferents punts del barranc de Sacs, al terme municipal de Callosa d'en Sarrià (la Marina Baixa). El paratge és protegit com a Zona Humida des del 2002.
El lloc té un grau elevat de conservació de riquesa ecològica, amb d'aigües pures i cristal·lines. Només la font del Moro al parcurs és d'accés fàcil per als senderistes. A l'entorn s'ha creat d'un parc per a interpretar la importància de l'aigua com a recurs ecològic, econòmic i cultura. Es pot visitar seguint un circuit d'1,5 km de longitud pel llit del riu Algar, durant el qual es pot apreciar el paisatge kàrstic de la roca calcària, amb cascades, fonts que ixen de la roca; tolls on es pot prendre el bany, una antiga presa, el canal i les séquies centenàries encara hui estan en ús.
El lloc fa part del sender GR de la Muntanya d'Alacant.